# Pernille Skipper
Pernille Skipper (født 10. juli 1984 i Aalborg) er en dansk politiker, tidligere folketingsmedlem og tidligere politisk ordfører for Enhedslisten efter Johanne Schmidt-Nielsen. Hun har beklædt flere ordførerposter, bl.a. inden for retspolitik, socialpolitik, grundloven og forskning. Desuden har hun været næstformand for Enhedslistens folketingsgruppe, og fra 2015 til 2021 tillige politisk ordfører for partiet.
Skipper har været medlem af Enhedslisten siden 2001. Hun var næstformand for Studenterrådet ved Københavns Universitet 2006-07. Siden 2009 har hun været medlem af Enhedslistens hovedbestyrelse og forretningsudvalg og blev i 2011 valgt til Folketinget i Odense Østkredsen. Samme år blev hun uddannet cand.jur. fra Københavns Universitet.
Internt hos Enhedslisten overhalede Pernille Skipper i 2013 sin jævnaldrende partifælle Johanne Schmidt-Nielsen i en urafstemning, og hun blev derfor anset for at være en mulig spidskandidat ved næste folketingsvalg. Valget kom dog inden Schmidt-Nielsen faldt for rotationsprincippet. I maj 2016 fik Skipper posten som politisk ordfører og dermed spidskandidat ved det kommende valg.
Hun har desuden, indtil maj 2016, været medlem af det trotskistiske parti, Socialistisk Arbejderpolitik (SAP), der i dag er en del af Enhedslisten.

## Baggrund
Pernille Skipper blev født i Aalborg som datter af forhenværende produktionschef Jørnn Skipper og bestyrelsesmedlem Henriette von Platen-Hallermund. Hun blev student fra Aalborghus Gymnasium i 2003 og cand. jur. fra Københavns Universitet i 2011.
Som student i Aalborg blev hun involveret i studenterpolitisk arbejde som formand for elevrådet på Aalborghus Gymnasium og DGS-Nordjylland 2001-2003 samt medlem af bestyrelsen i Danske Gymnasieelevers Sammenslutning 2001-2004.
Under sin studietid i København var Skipper næstformand for Studenterrådet ved Københavns Universitet 2006-2007 og
næstformand for Københavns Universitets Uddannelsesstrategiske Råd 2006-2008.
Fra 2005 til 2006 arbejdede hun som studentermedhjælper i Center for Rets- og Politiforskning og fra 2009 til 2011 som studentermedhjælper hos Retten i Hillerød.
Skipper har boet på Vesterbro.
Siden 2013 har hun været kæreste med DR's USA-korrespondent Oliver Routhe Skov.
Parret blev gift i 2015,
og Skipper fødte en datter i oktober 2017.

## Politisk karriere
Pernille Skipper var i sine teenageår i en kort overgang aktivt medlem af Venstres Ungdom. Siden 2001 har hun været medlem af Enhedslisten og Socialistisk UngdomsFront (SUF)[kilde mangler] og har siddet i Enhedslistens hovedbestyrelse og forretningsudvalg siden 2009.
Ved folketingsvalget i 2011 blev Skipper valgt til Folketinget for Enhedslisten i Fyns Storkreds med 5.777 stemmer – heraf 3.243 personlige.
Hun gjorde sig hurtigt positivt bemærket hos Enhedslisten og blev i 2012 kørt frem som partiets faktiske kronprinsesse efter den populære Johanne Schmidt-Nielsen. Politisk kommentator Rasmus Jønsson gav ved den lejlighed Skipper følgende skudsmål:
| „ | Pernille Skipper er lidt lavet på den samme fabrik som Johanne Schmidt-Nielsen: Det er en ung, engageret kvinde. Hun er en dygtig retoriker, som leverer ved debatbordet. | “ |

Ved partiets afstemning i 2013 til hovedbestyrelsen fik Skipper femteflest stemmer blandt de 25 nyvalgte medlemmer.
Som retspolitisk ordfører gjorde Skipper sig for alvor bemærket, da hun den 10. december 2013 efter et åbent samråd meddelte, at der ikke længere var tillid til justitsminister Morten Bødskov – grundet hans medvirken i PET-sagen, hvor han havde løjet i et samråd, omkring Folketingets Retsudvalg i sagen om udvalgets omstridte besøg på Christiania i 2012. Hendes mistillid førte til, at Bødskov gik af som minister.
Skipper genopstillede ikke til Enhedslistens hovedbestyrelse i maj 2014.
Senere på året fik hun Enhedslistens plads i Udvalget vedrørende Efterretningstjenesterne.

### Politisk ordfører
I 2015 vandt Skipper partiets vejledende urafstemning om folketingskandidaturerne.
Frem til statsminister Helle Thorning-Schmidts udskrivning af Folketingsvalget 2015 i juni var der usikkerhed om valgdatoen. Johanne Schmidt-Nielsen ville falde for partiets rotationsprincip, hvis valget faldt sent, og partiet ikke ændrede sine regler.
Hvis Schmidt-Nielsen faldt for rotationsprincippet, var det forventet, at Skipper ville overtage Schmidt-Nielsens spidskandidatur i Københavns Storkreds, hvor partiet står særlig stærkt.
Det blev dog ikke tilfældet, og Skipper forblev i Fyns Storkreds, hvor hun blev valgt med 11.120 personlige stemmer, mens Johanne Schmidt-Nielsen som spidskandidat i Københavns Storkreds opnåede
40.425 personlige stemmer.
Endelig i september 2015 overtog Skipper Schmidt-Nielsens spidskandidatur i Københavns Storkreds ved partiets årsmøde,
og i maj 2016 tillige posten som politisk ordfører.
Ved Folketingsvalget 2019 opnåede Skipper 33.024 stemmer, tredjeflest af alle opstillede kandidater. I februar 2021 afgav Pernille Skipper posten som politisk ordfører til Mai Villadsen, fordi Skipper ved det kommende folketingsvalg vil være faldet for rotationsprincippet.
Hun fortsatte i Folketinget frem til Folketingsvalget 2022 den 1. november.

## Efter Folketinget
Skipper udgav debatbogen Rend mig i september 2023.
Bogen berørte emner så som sexisme og kønsdiskrimination og gav et indblik i det politiske arbejde på Christiansborg. Den var illustreret med screenshots fra debatindlæg fuldt af skældsord som var rettet mod hende.
Fra januar 2024 til august 2025 var Skipper formand i Coop amba, hvorefter familien flytter til USA.